# Окислително-редукционни процеси
Окислително-редукционните процеси (наричани също редокс, съкр. от английски: redox, от reduction-oxidation — редукция-окисление) представляват химична реакция, при която се променя степента на окисление на атоми и йони поради преход на електрони.
Такива са например процесите на взаимодействие на магнезий и кислород или на калиев бромид и хлорна вода. Те се изразяват със следните уравнения:
{\displaystyle {\ce {2Mg^0 + O2^{0}-> 2Mg^{+2}O^{-2}}}}
{\displaystyle {\ce {2K^{+1}Br^{-1}{}+ Cl2^{0}-> 2K^{+1}Cl^{-1}{}+ Br2^{0}}}}
В тях са записани и степените на окисление (горе) на елементите. Вижда се, че в първия процес магнезият повишава степента си на окисление от нулева на +2, а кислородът понижава степента си на окисление от 0 до -2. Във втория процес хлорът понижава степента си на окисление от 0 до -1, а бромидните йони я повишават от -1 до 0. Промяната в степените на окисление в тези примери е резултат от преход на електрони.
{\displaystyle {\ce {2Mg^0{}{-}2*2e^- -> 2Mg^{+2}}}}
{\displaystyle {\ce {2O^0{}+ 2*2e^- -> 2O^{-2}}}}
{\displaystyle {\ce {2Br^{-}{}{-}2*1e^- -> 2Br^0 -> Br2^0}}}
{\displaystyle {\ce {2Cl^0{}+ 2*1e^- -> 2Cl^-}}}
Атомите и йоните, които при химичните реакции отдават електрони и повишават степента си на окисление, се наричат редуктори. В случая редуктори са магнезиевите атоми Mg и бромидните аниони Br-
Тези, които приемат електрони и понижават степента си на окисление се наричат окислители. В разгледания случай това са атомите на кислорода и на хлора.
Процесите се наричат съответно окисление и редукция.

## Окислително-редукционни процеси в разтвори на електролити
Разтворите на електролити могат да участват в окислително-редукционни процеси. Ако една желязна пластина бъде потопена в разтвор на сребърен хлорид, тя се разтваря с протичането на следната реакция:
{\displaystyle {\ce {Fe^0 + 2Ag^{+1}Cl^{-1}-> Fe^{+2}Cl2^{+1}{}+ 2Ag^0}}}
{\displaystyle {\ce {Fe^0 {-}2e^- -> Fe^{+2}}}}
{\displaystyle {\ce {2Ag^{+1}{}+ 2e^- -> 2Ag^0}}}
Железният атом трудно задържа валентните си електрони и ги отдава на среброто, превръщайки се в йон. Среброто от йони се превръща в просто вещество, отделящо се върху пластинката.
В този пример желязото е по-силен редуктор от среброто и може да го измества от разтвори на негови соли.
За улеснение при писането на окислително-редукционни процеси е създаден ред на относителна активност на металите (РОАМ). В него е сравнена редукционната активност на някои метали:
{\displaystyle {\ce {K, Ca, Na, Mg, Al, Zn, Fe, Ni, Sn, Pb, H, Cu, Hg, Ag, Au}}}
Редукционната активност намалява от ляво надясно. Ясно се вижда желязото, което е много по-силен редуктор от среброто.

## Правила за определяне на степен на окисление
- Простите вещества имат нулева степен на окисление. Пример: {\displaystyle {\ce {O^0, Cl^0, Na^0}}} и т.н.

В уравнение: {\displaystyle {\ce {2Na^0 + Cl_2^0 -> 2Na^+Cl^-}}}
- Металите от А групите имат положителна степен на окисление, която обикновено съвпада с номера на група, в която се намира съответният метал. Пример: {\displaystyle {\ce {Na^+, Ca^{+2}, Al^{+3}}}} и т.н
- Висшата степен на окисление съвпада с номера на групата, в която се намира елемента.
- Кислородът {\displaystyle {\ce {O_2}}} има -2 степен на окисление – {\displaystyle {\ce {O^{-2}}}}. Изключение прави в оксида на флуора {\displaystyle {\ce {O^{+2}F_{2}^{-1}}}} и пероксидите на I, II A група – примери: {\displaystyle {\ce {H^{+1}_2O^{-1}_2, Na^{+1}_2O^{-1}_2, Ca^{+2}O^{-1}_2}}}.
- Водородът {\displaystyle {\ce {H_2}}} има +1 степен на окисление – {\displaystyle {\ce {H^{+1}}}}. Изключение правят хидридите {\displaystyle {\ce {Na^{+1}H^{-1}, Ca^{+2}H^{-1}_2}}} и т.н.
- Алгебричната сума от степените на окисление на изграждащите съединението елементи е равна на 0. Например {\displaystyle {\ce {H_2^{+1}S^{+6}O_4^{-2}, Na^{+1}Cl^{-1}}}} и т.н.